# الاورمة (تعز)
الاورمه هي إحدى قرى الجمهورية اليمنية. وهي تتبع جغرافيًا لمحافظة تعز. وإداريًا لمديرية المسراخ. يبلغ تعداد سكانها 3186 نسمة حسب الإحصاء الذي جرى عام 2004.